# Rechtsgeschichte Frankreichs
Die Rechtsgeschichte Frankreichs lässt sich in die Geschichte des alten Rechts seit dem Untergang des weströmischen Reiches einerseits und in jüngere Entwicklungen andererseits unterteilen, die mit dem Beginn von Vereinheitlichungs- und Kodifikationsbestrebungen einsetzten.

## Dasancien droit

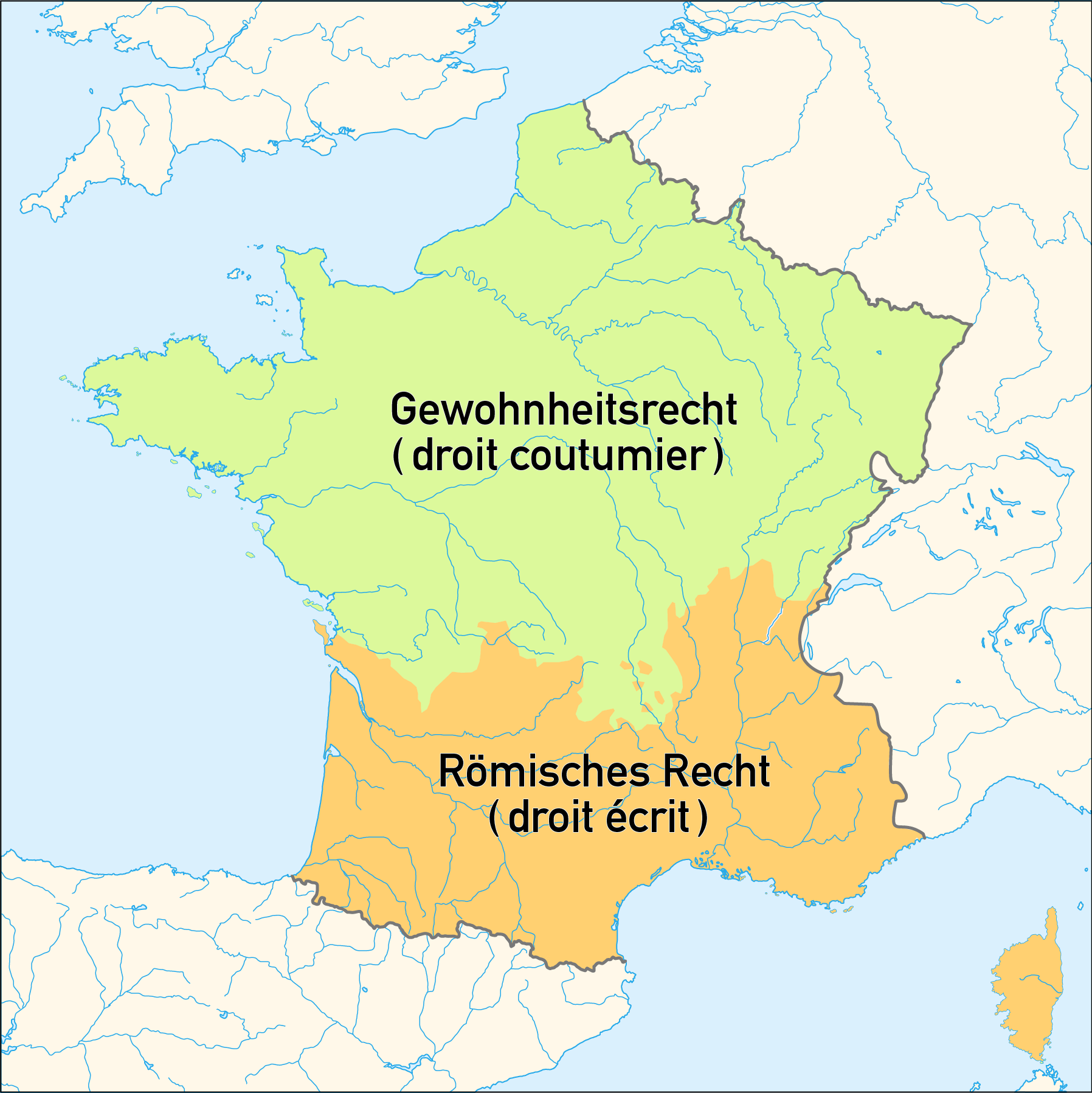
Geltungsbereiche im Frankreich des Ancien Régimes: Gewohnheitsrecht im Norden, gemeines Recht im Süden

Auch nach dem Untergang des Weströmischen Reiches behielt das römische Recht in Südgallien großen Einfluss. Bis ins 12. Jahrhundert bildet dort die Lex Romana Visigothorum eine der wichtigsten Rechtsquellen. Ihr römischrechtlicher Inhalt vermengte sich im Laufe der Zeit – auch aus Unkenntnis des römischen Rechts – mit örtlichen Rechten zum Vulgarrecht. Aber schon im 12. Jahrhundert hat das Studium des justinianischen Corpus iuris civilis an den Universitäten Montpellier und Toulouse Wurzel stark geschlagen. Für die in Nordgallien germanischen Erobererstämme war bis zu den Karolingern nach dem Personalitätsprinzip das jeweilige germanische Volksrecht maßgeblich, teilweise auch in Form schriftlicher Aufzeichnungen (lex Salica, lex Ripuaria). Ab dem 12. Jahrhundert bildete sich eine vergleichsweise klare Trennungslinie auf Höhe der Loire heraus: Im Süden galt weitgehend das aus dem Corpus iuris civilis entstandene gemeine Recht (als droit écrit genannt), im Norden das auf dem germanisch-fränkisch-feudalistischen Gewohnheitsrecht basierende droit coutumier. Diese Zweiteilung währte bis 1789.
Das 13. Jahrhundert ist von einer Verwissenschaftlichung des Rechts gekennzeichnet. Auf die Gründung der Universität Paris folgte eine intensivere akademische Durchdringung des gemeinen Rechts; von einer echten Rezeption dieses Rechts in complexu im Norden Frankreichs genau wie in Deutschland zu sprechen, wäre dennoch verfehlt. Im 15. Jahrhundert trieb Karl VII. ab 1454 die schriftliche Fixierung des Gewohnheitsrechts voran, bis Ende des 16. Jahrhunderts war dieser Prozess der Verschriftlichung für die großen Rechtsbücher (frz. grandes coutumes) abgeschlossen: Pariser Rechtsbuch (1510–1580), Rechtsbuch von Herzogtum Burgund (coutume du duché de Bourgogne; 1459–1576), Rechtsbuch von Kleinbritannien (1539–1580), Rechtsbuch von Herzogtum Orléans (coutume d’Orléans; 1509–1583). Dadurch wurde der Boden für die Gewohnheitsrechtswissenschaft des 16. Jahrhunderts bereitet, als deren bekannteste Vertreter Charles Dumoulin (Molinaeus) und Bertrand d’Argentré zu nennen sind. Von ähnlichem Rang sind für die Aufarbeitung des gemeinen Rechts französischer Prägung die Vertreter der Eleganten Jurisprudenz Jacques Cujas und Hugo Donellus.
Mit der intensivierten Zentralisierung unter Ludwig XIV. und Ludwig XV. ging im 17. und 18. Jahrhundert auch eine politisch motivierte Rechtsvereinheitlichung durch die königlichen Ordonnanzen (ordonnances) einher: 1667 erging die Ordonnanz zur Reform des Zivilprozesses; unter Colbert wurde die Handelsrechtsordonnanz und die Seerechtsordonnanz, unter d’Aguesseau Ordonnanzen über Schenkungen, Testamente und Fideikommisse erlassen. In der Sphäre der Rechtswissenschaft sind Antoine Loysel Sammlung von Rechtssprichwörtern in den Institutes coutumières, Jean Domats Les loix civiles dans leur ordre naturel und Robert-Joseph Pothiers  Traité des obligations hervorzuheben.

## Die Kodifikationen
Schon während der französischen Revolution kam erstmals der Gedanke auf, der Rechtszersplitterung durch eine Kodifikation entgegenzuwirken. Der Ankündigung in der Verfassung von 1791 folgten drei Entwürfe von Cambacérès, die alle nicht verwirklicht wurden. Erst mit der Festigung der politischen Verhältnisse unter Napoléon konnte das Vorhaben umgesetzt werden: Als erster Konsul bestellte er am 13. August 1800 eine Kommission bestehend aus Tronchet, Maleville, Bigot de Préameneu und Portalis, die nach nur vier Monaten einen ersten Vorentwurf vorlegen konnte. Nach einer Überarbeitungsphase im Staatsrat, dem Napoléon persönlich vorsaß, trat der Code civil des Français am 21. März 1804 in Kraft.
Dem Code civil schlossen sich weitere Kodifizierungen an: 1806 der Code de procédure civile (Zivilprozessordnung), 1807 der Code de commerce (Handelsgesetzbuch), 1808 der Code de l’instruction criminelle und 1810 der Code pénal (Strafgesetzbuch). Ungeachtet zahlreicher Neuerungen und Reformen ist der langfristige Einfluss der napoleonischen Gesetzgebung kaum zu unterschätzen. Nur das öffentliche Recht entzieht sich in Frankreich bis heute größtenteils der Kodifikation – neuerer Zeit entstammen der Code de la justice administrative, der Code de l’environnement und der Code de la santé publique.
Aus dem Zusammenspiel von napoleonischen Eroberungen und Kolonisation erlangte besonders der in den erworbenen Gebieten eingeführte Code civil Weltgeltung. Selbst dort, wo er nicht ratione imperii galt, wurde er oftmals freiwillig rezipiert und galt etwa – imperio rationis – in großen Teilen Deutschlands bis zum Inkrafttreten des deutschen Bürgerlichen Gesetzbuches am 1. Januar 1900.